# Công cụ nhanh
Công cụ nhanh (RT) thể hiện sản xuất trong khoảng thời gian hẹp. Một số ưu điểm chính của công cụ nhanh là nó giảm thời gian và chi phí của sản phẩm. Tuy nhiên, nhược điểm là nó không chính xác và cũng rút ngắn tuổi thọ của sản phẩm. Công cụ nhanh được sử dụng chủ yếu cho các nhu cầu cụ thể bao gồm tạo mẫu và khắc phục các sự cố hiện có. Tạo mẫu nhanh thường không được sử dụng cho các hoạt động quy mô lớn và dài hạn. Tuy nhiên, công cụ nhanh bắt đầu được sử dụng để tạo khuôn mẫu cho các hoạt động thương mại vì thời gian trễ quá ngắn từ đầu đến cuối và do tệp CAD là thứ duy nhất cần thiết cho giai đoạn thiết kế. Vì các phương pháp thay thế đòi hỏi thời gian và tài nguyên quý giá, công cụ nhanh là cách để nhanh chóng cung cấp khuôn mẫu cho các sản phẩm cần thiết. Điều này cho phép các công ty nhanh chóng tạo ra các sản phẩm thương mại với những tiến bộ của việc tạo mẫu nhanh.
Ngoài ra, công cụ nhanh cung cấp các tùy chỉnh cần thiết cho các ứng dụng cá nhân. Thay vì các phép đo thử mệt mỏi và lỗi tẻ nhạt, các quy trình tạo mẫu nhanh cho phép các nhà khoa học và bác sĩ có khả năng quét và số hóa đối tượng hoặc bệnh nhân. Sau đó, bằng cách đưa nó vào một chương trình CAD, một khuôn tùy chỉnh cá nhân có thể được tạo ra để khắc phục vấn đề. Một ví dụ về thủ tục này là dành cho bệnh nhân nha khoa. Ban đầu để chế tạo một ứng dụng bằng miệng, một dấu ấn alginate hoặc sáp được sử dụng để phù hợp với răng với khuôn. Với những tiến bộ mới, các bác sĩ có thể chụp quét các vòm răng để tạo ra một khuôn silicon cho bệnh nhân một cách chính xác và nhanh chóng. Điều này cho phép khuôn có độ chính xác tốt hơn và tùy biến cấp tính hơn trong tương lai.